# ФК „Сутиеска“
ФК Сутиеска (на черногорски: Fudbalski klub Sutjeska) е черногорски футболен клуб от град Никшич, Черна гора. Част е от СК Сутиеска.
Отборът играе на най-високото ниво на черногорския клубен футбол – Черногорската първа лига. Тимът е бил шампион на Черна гора четири пъти.
Създаден е през 1927 г. в Кралство Югославия.
Рейтингът на „Сутиеска“ в Европа е 257-е место в рейтинге УЕФА
(на 8 ноември 2019 г.)

## История
Веднага след основаването си клубът е наречен СК Хайдук. По-късно, още преди началото на Втората световна война, клуб бил преименуван на СК Херцеговац. След края на бойните действия на втората световна война в Югославия клубът получава сегашното си име. То е било дадено в памет на югославските партизани, загинали в Битката при Сутиеска.
Първият сезон на „Сутиеска“ в Първа лига на Югославия е през 1964 година. „Сутиеска“ е един от двата черногорски клуба, играещи във Висшата лига. В резултат на това „Сутиеска“ получава международен престиж и завоюва добра репутация в Европа. Затова спортното общество на „Сутиеска“ се явява едно от най-добрите в Никшич и Черна гора.
След разпадането на СФРЮ „Сутиеска“ играе във Висшата лига на Съюзна Република Югославия. След сезон 2002/2003, отборът получава правото да играе в Купата Интертото през 2003. Отборът стига до 2 кръг, където е отстранен от финландския „Тампере Юнайтед“. След като Черна гора е призната за независима, през сезон 2006/2007 „Сутиеска“ стига до финала за Черногорската купа, където губи от Рудар Плевля. През 2009 отборът печели бронзовите медали в шампионата на Черна гора и играе в Лига Европа през 2009/10. Тамо обаче отпада още в първия кръг минския Партизан.
На 1 ини 2013 година, побеждавайки в последния кръг „Ловчен“, „Сутиеска“ изпреварва с 5 точки най-близкия си преследвач – Будучност от Подгорица, и за първи път в историята си става шампион на Черна гора.

## Предишни имена
| Години      | Име                                        |
| ----------- | ------------------------------------------ |
| 1927 – 1930 | СК „Хайдук“ Sportski klub "Hajduk"         |
| 1930 – 1941 | СК „Херцеговац“ Sportski klub "Hercegovac" |
| 1945 –      | ФК „Сутиеска“ Fudbalski klub "Sutjeska"    |

## Успехи
Черна гора
- Черногорска първа лига
  -  Шампион (5):  2012/13, 2013/14, 2017/18, 2018/19, 2021/22
  -  Сребърен медалист (4): 2014/15, 2019/20, 2020/21, 2022/23
  -  Бронзов медалист (1): 2008/09
- Купа на Черна гора
  -  Носител (2): 2016/17, 2022/23
  -  Финалист (1): 2006/07

 СР Югославия (1992 – 2003)
- Друга лига на СР Югославия: (2 ниво)
  -  Сребърен медалист (1): 1998/99 (запад)

 СФРЮ
- Втора Савезна лига
  -  Шампион (5): 1963/64 (изток), 1965/66 (изток), 1969/70 (юг), 1970/71 (юг), 1983/84 (изток)
- Купа Маршал Тито
  - 1/2 финалист (1): 1962/63

 Кралство Югославия
- Шампионат на Черна гора (1922 – 1940)
  -  Сребърен медалист (1): 1929

## Известни играчи
- Мирко Вучинич
- Вукашин Полексич
- Дамир Шакар

## Български футболисти
- Юлиян Ненов: 2022 - (23 мача - 3 гола)